# Augustin Tschinkel
Augustin Tschinkel (3. srpna 1905 Praha, 1. května 1983, Kolín nad Rýnem, Německá spolková republika) byl český malíř, grafik a typograf české moderny, také pedagog vytvářející nové metody práce a teoretik umění. Proslavil se mj. spoluprací s Ladislavem Sutnarem a vlastní tvorbou figurálních obrazů konstruktivistického směru.
Jeho dílo bylo zapomenuto a je znovu objevováno během posledních dvou desetiletí. Tomu odpovídá i poptávka po jeho obrazech a jejich závratné aukční ceny.

## Život
Byl prvorozeným synem Augusta Floriana (Gustava) Tschinkela (* 1877 Horní Chřibská) a jeho manželky Jenny, rozené Kundrátové.
Otec byl úředníkem a absolventem vojenské námořní školy, v letech 1892-1901 sloužil u rakouského válečného námořnictva („Kriegsmarine‘‘). Po sňatku se roku 1904 usadil v Praze-Libni, kde byl továrním úředníkem.
Augustin v letech 1921-1924 vystudoval užitou grafiku na Uměleckoprůmyslové škole v Praze, kde byl žákem Jaroslava Bendy a seznámil se s nastupujícím pedagogem Ladislavem Sutnarem. Při svém prvním pobytu v Kolíně nad Rýnem s ním spolupracoval na panelech výstavy Pressa. Tehdy byl levicovým radikálem a členem Rudého studentského hnutí, podílel se na grafické podobě časopisu Spartakus. Jako pedagog vyučoval na Státní grafické škole v Praze.
V Kolíně nad Rýnem se setkal s Franzem Seiwertem, autorem levicového uměleckého a politického časopisu Die Aktion. Vstoupil tam do jeho spolku Cologne Progressives a převzal jejich výtvarnou koncepci černobílých obrázků, které lze snadno reprodukovat (předchůdce pozdějšího op-artu). Naučil se také podle jejich vzoru útočnému typu plakátů pro dělnickou třídu. Nazývali je „sociální grafika“, Tschinkel byl jediným českým tvůrcem tohoto směru.
V roce 1929 Tschinkel odjel do Vídně za Gerdem Arntzem, členem kolínských progresivistů. Tam pracoval stejně jako Peter Alma (1886–1969) pro „Rakouské sociálně ekonomické muzeum“. Přijal tam vídeňskou metodu spojování vizuální výchovy Otty Neuratha s myšlenkami figurativních konstruktivistů.
Po porážce „Schutzbundu“ v roce 1934 bylo Společenské a hospodářské muzeum ve Vídni na počátku rakouského fašismu rozpuštěno a poté pokračovalo jako „Rakouský institut pro statistiku obrazu“. Tschinkel se vrátil do Československa a v letech 1931 až 1941 byl zaměstnán jako grafik a konzultant nakladatelství Státní grafické školy v Praze, tam také v letech 1936-1941 působil jako učitel kreslení. Užíval vídeňskou metodu tvorby vzdělávacích a statistických materiálů.
Po druhé světové válce Tschinkel v letech 1946 až 1947 pracoval jako komerční umělec v Lipsku. V letech 1947 až 1956 pracoval v západním Berlíně, v roce 1950 byl zaměstnán v Bielefeldu na projektu „Regionálního plánování“ a v hale „Constructa“ v Hannoveru. V letech 1956 až 1964 pracoval v „Geo-Graphics“ institutu v Salcburku a v letech 1964 až 1970 byl kreslířem v Anatomickém ústavu Univerzity v Kolíně nad Rýnem. Také znovu začal spolupracovat se Sutnarem. Do Československa se již nevrátil.

## Dílo
- Obrazy: maloval figurální olejomalby s náměty sociálními(Dělníci) nebo všednodenního civilismu (Laborant ve zkušebně drahých kovů), které jsou v aukcích dodnes velmi vysoko ceněny.[4]
- Ilustrace pro časopisy Slunce, Tramp a Trn
- Typografie: graficky upravil a vydal tři desítky titulů, například gotické a renesanční filigrány, nebo O zobrazení Slunce, vydávala je Státní grafická škola v Praze v letech 1930-1938.
- Teoretické spisy o umění:
  - Plovoucí klavír, vybrané „fotoreportáže z pradědova mládí, k smíchu i k pláči“, o podnikatelské minulosti továrníků ze severních Čech.
  - Výběr fotoreportáží vídeňského časopisu „Das interesting Blatt“ z 80. a 90. let 19. století, s vlastní předmluvou.
- Korespondence: dochovala se vzájemná korespondence Tschinkela s rakouským historikem umění, básníkem a levicovým publicistou Raoulem Hausmannem.

## Sbírky
Je zastoupen ve sbírkách několika německých muzeí (Lipsko, Kolín nad Rýnem, Berlín, Hannover), ale také ve sbírkách Muzea moderního umění v New Yorku.